# Vasilij Nikitič Tatiščev
Vasilij Nikitič Tatiščev (Pskov, 19 aprile - 29 aprile secondo il calendario gregoriano 1686 – Boldino, 15 luglio - 26 luglio secondo il calendario gregoriano 1750) è stato un geografo e storico russo.
È conosciuto come l'autore della prima opera completa sulla storia della Russia e per il suo ruolo nello stabilire il confine convenzionale tra Europa ed Asia. Nei suoi scritti promuove l'idea che l'autocrazia sia la migliore forma di governo per la Russia.
Tatiščev fu il fondatore di tre città russe: Stavropol sul Volga (ora Togliatti), Ekaterinburg e Perm'.